# Валчитранско благо
Валчитранско благо (буг. Вълчитрънско златно съкровище) јесте археолошки налаз оставе раних предмета трачке културе. Научници датирају благо у 1300. годину ПХ.
Открила су га 28. децембра 1924. два брата који су радили у свом винограду у близини села Валчитран, 22 километра југоисточно од Плевена.
Златно од којих су направљени предмети има природну мешавину од 9,7% сребра.
Благо представља једну од вриједнијих збирки изложених у Националном археолошком музеју у Софији.

## Предмети
Остава се састоји од 13 посуда, различитих по облику и величини, укупне тежине 12,5 килограма и то:
- два округла тањира
- пет округлих куполастих делова, два са централним дршкама
- три шоље са дршкама
- бокал са дршком
- три посуде у облику листа са дршкама
- чинија са двије дршке (4,5 кг злата)